# Анизофиллия
Анизофилли́я (от греч. ανισος — неравный и греч. φύλλων — лист) — неодинаковый размер листьев, расположенных на верхней и нижней сторонах плагиотропных побегов (то есть горизонтальных или ориентированных под небольшим углом к горизонту). Считается разновидностью листовой мозаики.
Анизофиллия встречается в основном у тропических растений, некоторых мхов, плаунов, голо- и покрытосеменных растений.
У селагинеллы, или плаунка, на побегах расположены 4 ряда листьев: 2 ряда крупных, сидящих по краям уплощённого стебля, и 2 ряда мелких, смещённых на верхнюю сторону.